# Río Jodz
El río Jodz (en ruso: Ходзь, en idioma adigué: Кодз) es un río del krai de Krasnodar y de la república de Adiguesia, en el sur de Rusia, afluente del río Labá, de la cuenca hidrográfica del Kubán.

## Curso
Tiene una longitud de 88 km y una cuenca de 1250 km². Tiene un desnivel absoluto de 1.715 m (19,48 m/km). En su curso superior se encuentran algunas cascadas.
El río nace en las laderas del monte Bolshói Tjach (2.368 m), en territorio adigué (raión de Maikop). Inmediatamente se adentra en el krai de Krasnodar en dirección este, para más tarde dirigirse al norte. A la altura de la localidad de Uzlovói recibe por la derecha un gran afluente, el Bugunzh. Cerca del jútor Kizinka cambia su curso hacia el este, volviendo al norte por debajo de la stanitsa Beslenéyevskaya. Al pasar la stanitsa Perepravnaya abandona la zona montañosa y se adentra en el valle del Labá, corriendo paralelo a este durante 22 km. Cerca del jútor Pervomaiski recibe por la izquierda un importante afluente, el Gubs. Tras recibir las aguas del Fadzhako desde el oeste, entra en territorio de la república de Adiguesia (raión de Koshejabl) y desemboca 1.7 km al este de Jodz, en el kilómetro 180 del curso del Labá.
Sus principales afluentes son el Bugunzh (por la derecha, con sus subafluentes el Acheshbok y el Tjach), el Gurman, el Kizinchi, el Kaidan, el Gubs (izquierda, con sus subafluentes Psekef, Griaznushka, Dzhigitlevka, Kunak-Tau), y el Fadzhako (izquierda).
En su recorrido se encuentran las siguientes localidades: Uzlovói, Bágovskaya, Kizinka, Beslenéyevskaya, Perepravnaya, Sadovi, Vysoki, Pervomaiski, Vesioli y Jodz.